# Haunted Castle

Haunted Castle es un videojuego de arcade para máquinas recreativas, lanzado al mercado en 1988 por la empresa Konami Corporation. 
En Japón, el título original del juego fue Akumajō Dracula (悪魔城ドラキュラ Akumajō Dorakyura, traducido oficialmente como Devil's Castle Dracula), y se dejó que fuera ese el título oficial en Japón en todas las ediciones que salieran, cambiándolo a Castlevania en los demás países.
Haunted Castle es un juego de la saga Castlevania, y es una adaptación de los juegos Castlevania y Vampire Killer (aunque tampoco forma parte de la cronología oficial).
Este es el primero y exclusivo de la saga en formato para máquina de arcade.
Una versión mejorada llena titulado Haunted Castle Revisited, fue lanzado en el 2024 como parte de el recopilatorio Castlevania Dominus Collection.

## El juego
Haunted Castle es el típico juego de plataformas con 6 niveles distintos evolutivos y desarrollo de acción lateral. 
El jugador controla el arma principal, el látigo Vampire Killer creado de Alquimia. 
Debe luchar contra una horda de varios tipos de enemigos, tales como esqueletos, zombis, hombres pez y jorobados. 
Armas alternativas: Destruyendo a ciertos enemigos, puede cambiar su arma principal por una maza con pinchos o espada, potenciando más el ataque principal que llevando únicamente el látigo inicial.
Sub-objetos: Además, se añade la opción de los sub-objetos, armas secundarias de capacidad limitada, tales como bombas, bumeránes, cronómetros, cruces y sopletes. 
Corazones: Los obtenemos principalmente de los enemigos, y su función es ser acumulados para poder emplear los sub-objetos, ya que estos funcionan consumiendo corazones, y, cuán mayor es la potencia del sub-objeto, más corazones consumirá su utilización.
El jugador puede equiparse con un único sub-objeto a la vez, desechando el anterior equipado al obtener uno nuevo.
Jefes: Cada uno de los seis niveles del castillo, finaliza con un enemigo final, generalmente extraídos de la literatura de terror, como por ejemplo la Gorgona, el monstruo de Frankenstein, y por supuesto, el Conde Drácula.

## Trama
El Conde Drácula ha dormido durante cien años. 
Cuando sucedió, el pueblo estaba en paz, y todas las personas lo recordaban como una mera leyenda.
Sin embargo, el día de la celebración de la boda del joven Simon Belmont y Serena, cuando sonaron las campanas y su futuro parecía bendito, el cielo azul se llenó de nubes negras.
El sonido de un gran trueno sacudió la tierra de Transilvania y, Drácula despertó otra vez de su letargo. 
Una vez fuera de la iglesia, un gran murciélago apareció del cielo, llevándose consigo a Serena.
Para salvarla, Simon Belmont juró fe de derrotar a Drácula y liberarla de tan oscuro final.
Así que, nuevamente, empuñando el único látigo legendario capaz de destruir vampiros, puso rumbo hacia los dominios malditos del castillo.

## Desarrollo para PlayStation 2
Un editor de juegos japonés, reescribió la versión original japonesa de Haunted Castle para la plataforma PlayStation 2 en mayo de 2006, como parte de la serie Zoku del centro del partido de Oretachi. 
Esta versión no fue lanzada fuera de Japón.

## Música y sonido
Castlevania es uno de los juegos que en su momento destacó por tener unas cuantas melodías principales muy logradas, adaptadas posteriormente a versiones rock o airwave.
La canción Bloody Tears (Lágrimas ensangrentadas) es una de estas.
Aparecida por primera vez en el videojuego Castlevania II: Simon's Quest, es la que más comentarios ha creado, y su evolución ha tenido mezclas positivas para otros nuevos capítulos de la saga, véase el renombramiento a Divine Bloodlines con un toque más roquero para el juego Castlevania: The Dracula X Chronicles, para la plataforma PSP PlayStationPortable. 
Otras dos destacables son, Lost Painting, aparecida por primera vez en Castlevania: Symphony of the Night para la plataforma PlayStation 1 por los alrededores de la zona de la iglesia y, Crucifix Held Close, única de Castlevania: Portrait of Ruin en la Fase 1 (Stage 1).
Si hablamos de música añadida únicamente a las versiones japonesas, podemos encontrar Dance Dance Revolution Ultramix 3 de Konami (originalmente aparecida en el juego Arcade adaptado para PlayStation 2), al mismo tiempo que Bloody Tears. 
Underground Melody que se mostró en la Fase 5 (Stage 5) de Castlevania: Dawn of Sorrow era un remix. 
Y aún buscando más, podemos encontrar que en la Fase 6 (Stage 6) aparece The Silence of Daylight (música originaria del pueblo inicial de Castlevania III: Dracula's Curse) adaptada en forma de remix para Castlevania: Aria of Sorrow cuando controlamos a Julius Belmont y renombrada a Heart of Fire, aunque esta canción especial es en realidad una variación de la melodía de Haunted Castle y la "Heart of Fire" del Castlevania original.

## Recepción
Haunted Castle es uno de los que contiene un mayor nivel de dificultad. 
Al ser videojuego arcade, funcionaba con monedas.
Por cada moneda se obtenía una vida que otorgaba tres oportunidades, y al ser derrotado poder volver al nivel donde hubieras perecido. 
Si finalizaban las tres oportunidades debías comenzar la partida desde el principio en la Fase 0 (Stage 0).
Sacrificar salud: El jugador podía donar una parte de su barra de vitalidad para aumentar el máximo total de vidas del personaje. 
Los controles eran un poco rígidos comparado con la de sus otros hermanos, ya que hablamos de una máquina que debe mantenerse y limpiarse regularmente por la gran cantidad de personas que la utilizan.
Un apunte característico de los Castlevania más viejos es que, hicieron difícil esquivar los ataques debido al gran índice de enemigos que aparecían constantemente alrededor de los mapeados, haciendo bastante difícil poder pasar las fases sin un solo rasguño.
Ha habido dudas o confusiones respecto a esta versión, ya que han salido cuatro versiones distintas:
Versión Estadounidense: Llamadas M y K.
Versión Japonesa: Llamadas N y T. 
La versión M estadounidense es la más común y también la más difícil.
Mientras que las otras tres versiones restan 2 puntos por golpe a la barra de salud del personaje, la versión M se lleva casi la mitad al ser golpeado una sola vez. 
Otro apunte sobre las versiones es que, mientras que en la estadounidense forzaba al jugador a comenzar primariamente el nivel o fase una vez hubiera sido derrotado, las versiones japonesas permitían que el jugador continuara jugando desde un punto más cercano del nivel a cambio de algunos puntos de salud.
Algunos opinan que estas críticas o aspectos del juego mencionados en "Recepción" son los causantes de la mala fama que tuvo este título de la saga.
- Datos: Q2247931